# Roberto Moreira
Roberto Franco Moreira (São Paulo, 1961) és un cineasta i guionista brasiler.
Va ser premiat al Festival de Brasilia de 1997 pel guió de Um Céu de Estrelas, de Tata Amaral, que va escriure amb Jean-Claude Bernardet.
El seu primer largmetratge, Contra Todos, va rebre diversos premis, entre els quals la millor pel·lícula i actriu (Sílvia Lourenço) al Festival do Rio; millor direcció, actor (Giulio Lopes), premi de direcció d'art i crítica al Cine PE; i el premi Silver Firebird al Festival de Hong Kong.

## Filmografia

### Curtmetratges
- 1986 - Além das Estrelas
- 1987 - O Quadro não Sangra
- 1990 - Amargo Prazer
- 1989 - Nasce a República (documental)
- 1992 - Modernismo: os Anos 20 (documental)
- 1998 - Viagens na Fronteira (documental)

### Llargmetratges
- 1992 - Oswaldianas (episodi “A princesa Radar”)
- 2004 - Contra Todos
- 2009 - Quanto Dura o Amor?.[3]
- 2021 - Terapia do Medo